# Jaap Vranken
Jacques Arnold Joseph (Jaap) Vranken (Utrecht, 16 april 1897 – Den Haag, 20 april 1956) was een Nederlands organist en componist.

## Familie
Jaap is een telg in het familiegeslacht Vranken dat vier generaties musici telt. Hij was zoon van Johanna Alettha Elisabeth Ebbers en musicus Jos I Vranken, Hij was een broer van musicus Jos II Vranken. Ook oom Alphons Vranken en grootvader Jacques waren musicus. Hij was sinds 1924 getrouwd met Anna Isabella van der Bol, onderwijzeres in kostuumnaaien.

## Loopbaan
Jaap Vranken kreeg zijn opleiding aan de Muziekschool van de Maatschappij tot Bevordering der Toonkunst in Rotterdam. Hij stond echter al in 1909 op het podium in het "Vranken Vocaal Kwartet", zonder baard in de keel kon hij (nog) een altstem zingen. Andere opleiding kreeg hij aan het "Institute for Musical Art" in New York bij Percy Goetschius en Carl Friedberg. Eenmaal terug in Nederland vanuit Brooklyn, 1921, werd hij cantor-organist aan de Antonius Abt-kerk in Den Haag. In Den Haag gaf hij na het overlijden van zijn vader leiding van het Palestrinakoor. Voorts verschenen artikelen van hem in De Tijd.
Van groter belang waren zijn composities binnen de kerkmuziek. Hij probeerde een binding te maken tussen Gregoriaanse muziek en de middeleeuwse polyfonie enerzijds en moderne componeertechnieken. Werken van hem zijn bijvoorbeeld Missa Festiva (1928/1930 voor mannenkoor en orgel, door Pascal Schmeitz Stichting bekroond), Missa Secunda (1932, vier- tot achtstemmig mannenkoor), Missa de Angelis (1936), Missa Polyfonica (1955, zijn laatste werk) en ook een Stabat Mater. Puur voor orgel is Toccata en fuga op het Veni Sancti Spiritus (1948). Verder publiceerde hij nog het vijfdelige Contrapuntleer in 1948; het kreeg een Engelse en Franse vertaling.
Zijn rouwadvertentie vermeldde dat hij begiftigd was met het Erekruis Pro Ecclesia et Pontifice en hij was eredirecteur was van het Parochiële Zangkoor Laus Deo en het Palestrinakoor.
Hij werd begraven op de Rooms-katholieke begraafplaats in Rijswijk (Zuid-Holland).Op de grafsteen staat onderaan als motto : "Laudate Domino in Tympano et Choro et Organum" (naar Psalm 150), wat (vrij) vertaald betekent "Looft de Heer met Pauken, Koor en Orgel". 
- Bibliothèque nationale de France: cb14831291n (data)
- Gemeinsame Normdatei: 140528199
- International Standard Name Identifier: 0000 0003 5565 8101
- Library of Congress Control Number: no97017625
- Nederlandse Thesaurus van Auteursnamen: 074445634
- Système universitaire de documentation: 252680057
- Virtual International Authority File: 107215509